# لواء التوحيد
لواء التوحيد هو مجموعة من الكتائب المسلحة التابعة للجيش السوري الحر التي توحدت وأُعلن عن تشكيلها في 18 يوليو 2012 وهي تقاتل الجيش السوري في محافظة حلب. قائد العمليات للواء التوحيد هو عبد القادر الصالح. أعلن قادة اللواء رفقة المجلس العسكري بحلب في 20 يوليو 2012 بدء «معركة الفرقان» للسيطرة على حلب وانتزاعها من قبضة الجيش السوري، وقد نجح اللواء في السيطرة على حوالي 70% من مدينة حلب وذلك لفترة مؤقتة قبل أن يتحرك الجيش السوري إلى المدينة. ويواجه لواء التوحيد مهمات أخرى حيث قام بانشاء سجون ومحاكم وأصبحت عليه مهمة حفظ الأمان ومكافحة الجريمة في المناطق التي يسيطر عليها. يقول قائد اللواء عبد القادر الصالح أن «الثورة السورية ثورة غير طائفية» وقال أن هدف جماعته هو «إسقاط نظام بشار الأسد وإقامة دولة ديمقراطية تتسع لكل السوريين». كما نفى أن يكون هناك مقاتلين اجانب في صفوف قواته.

## كتائب اللواء
حسب الموقع الرسمي للواء فانه يتألف من 29 فوج والتي ينضوي ضمنها العشرات من الكتائب المقاتلة:
1. اتحاد الكتائب المجاهدة في مدينة الباب
2. مــنــبــج
3. جــرابـلــس
4. اتحاد كتائب نصر سوريا
5. تـل رفــعــت
6. لواء عــنــدان
7. كتائب الزبير بن العوام
8. رتيان/بيانون
9. دارة عــزة
10. إدلـــب
11. ديرحافر/مسكنة
12. حلب شمال
13. كتائب أبناء الصحابة
14. اخــتــرين
15. حلب غــرب
16. حــلــفــايــا -حـمـاة
17. الـــحــولــة- حــمــص
18. ريف حلب الجنوبي
19. عــيـن الــعــرب
20. الــــــرقـــــة
21. ديـــر جــمــال
22. مســكــنــة
23. صــــريـــن
24. الــــطـــبـــقـــة
25. مــعــرة الـنـعـمـان
26. ريف حلب الشرقي
27. دومــــــا – ريف دمشق
28. بـــزاعـــة
29. الـسـفـــيرة